# Olaine (novads)
Olaine est un novads de Lettonie (Olaines novads), situé dans la région de Vidzeme. En 2009, sa population est de 20 085 habitants pour la superficie atteignant 298,094 km2.

## Situation
Cette unité administrative est formée par la ville de Olaine, les villages de Jaunolaine, Pārolaine (Cukurciems), Stūnīši, Medemciems, Pēternieki et Jāņupe, ainsi que par les localités de Apšukalni, Blijas, Dāvi, Galiņi, Ezītis, Ielejas, Kalmes, Klāvi, Rājumi, Rubeņi, Stīpnieki, Vaivadi et Virši. Elle a les frontières avec les municipalités de Jelgava, Babīte, Mārupe, Ķekava, Baldone, Iecava, Ozolnieki et la ville de Riga.